# Pat Healy (attore)
Pat Healy (Chicago, 14 settembre 1971) è un attore statunitense.

## Biografia
È principalmente attivo come attore, partecipando sia in campo cinematografico che secondario.
Il suo ruolo più importante è stato nel film Cheap Thrills - Giochi perversi, nel quale ricopre il ruolo del protagonista Craig, e per la cui interpretazione ha vinto l'Audiance Award al festival del cinema South by Southwest. Altri ruoli centrali sono stati quelli nei film The Innkeepers, Great World of Sound e Compliance (questi ultimi due entrambi diretti da Craig Zobel).
Alcuni suoi ruoli secondari importanti sono quelli in Magnolia, L'assassinio di Jesse James per mano del codardo Robert Ford, L'alba della libertà, Ghost World, Pearl Harbor e Captain America: The Winter Soldier.
In campo televisivo ha partecipato a numerose serie televisive, tra cui Six Feet Under, 24, Grey's Anatomy, The Shield, CSI: Scena del crimine e Cold Case - Delitti irrisolti.
Come sceneggiatore ha scritto tre episodi della serie televisiva In Treatment.
Ha anche scritto, diretto e interpretato Take Me con Taylor Schilling.

## Filmografia parziale

### Attore

#### Cinema
- Mamma, ho preso il morbillo (Home Alone 3), regia di Raja Gosnell (1997)
- Pearl Harbor, regia di Michael Bay (2001)
- L'alba della libertà (Rescue Dawn), regia di Werner Herzog (2006)
- The Innkeepers, regia di Ti West (2011)
- Small Crimes, regia di E.L. Katz (2017)
- Take Me, regia di Pat Healy (2017)
- The Post, regia di Steven Spielberg (2017)
- American Woman, regia di Jake Scott (2018)
- Il combattente - Donnybrook (Donnybrook), regia di Tim Sutton (2018)
- Dealer, regia di Lundon Boyd, Jeremy Cloe e Cody LeBoeuf (2018)
- Velvet Buzzsaw, regia di Dan Gilroy (2019)
- Bad Education, regia di Cory Finley (2019)
- Dinner in America, regia di Adam Rehmeier (2020)
- Run, regia di Aneesh Chaganty (2020)
- The Pale Door, regia di Aaron B. Koontz (2020)
- We Need to Do Something, regia di Sean King O'Grady (2021)
- Not Alone, regia di Lydelle Jackson e Cezil Reed (2021)
- Killers of the Flower Moon, regia di Martin Scorsese (2023)

#### Televisione
- Angel – serie TV, episodio 2x17 (2001)
- The Big Time, regia di Paris Barclay – film TV (2002)
- NCIS - Unità anticrimine (NCIS) – serie TV, episodio 2x13 (2005)
- Grey's Anatomy - serie TV, episodio 2x10 (2005)
- 24 – serie TV, episodio 6x03 (2007)
- Under the Bed, regia di Daniel Myrick – film TV (2017)
- Monsters of God, regia di Rod Lurie – film TV (2017)
- Hap and Leonard – serie TV, 4 episodi (2018)
- The Edge of Sleep – serie TV, 4 episodi (2019)
- Interrogation – serie TV, 2 episodi (2020)
- Station 19 – serie TV, 15 episodi (2020-2022)
- Loro (Them) – serie TV, 5 episodi (2021)
- George & Tammy – serie TV, 2 episodi (2022)
- Better Call Saul – serie TV, 3 episodi (2022)

#### Cortometraggi
- Half-Cocked, regia di Aaron Barrocas (2019)

### Regista

#### Cinema
- Take Me (2017)

## Doppiatori italiani
Nelle versioni in italiano delle opere in cui ha recitato, Pat Healy è stato doppiato da:
- Luigi Ferraro in NCIS - Unità anticrimine, CSI - Scena del crimine
- Saverio Indrio in Mamma, ho preso il morbillo
- Mino Caprio in CSI: Miami
- Edoardo Nordio in Streghe
- Alberto Olivero in Undertow
- Mauro Gravina in Cold Case - Delitti irrisolti
- Vittorio Guerrieri in Grey's Anatomy
- Sergio Lucchetti in The Shield
- Sergio Luzi in 24
- Gaetano Varcasia ne L'assassinio di Jesse James per mano del codardo Robert Ford
- Fabrizio Manfredi in Draft Day
- Manfredi Aliquò in Dice
- Luca Sandri in Take Me
- Francesco De Francesco in The Post
- Roberto Accornero in American Woman
- Stefano Thermes in Station 19
- Marco De Risi in Loro
- Francesco Meoni in Better Call Saul
- Fabrizio Dolce ne Le regole del delitto perfetto
- Gianluca Machelli in George & Tammy
- Alberto Bognanni in Killers of the Flower Moon